# أتال بيهاري فاجبايي
أتال بيهاري فاجبايي (25 ديسمبر 1924 - 16 أغسطس 2018) هو رجل دولة هندي، شغل منصب رئيس وزراء الهند ثلاث مرات، الأولى لفترة وجيزة من 13 يوما في عام 1996، ثم ولاية ثانية مدة 13 شهرا بين 1998-1999 على رأس حكومة ائتلافية جديدة، التحالف الديمقراطي الوطني، ومنتهيا بخمس سنوات من 19 مارس 1998 حتى 19 مايو 2004. كما شغل كبرلماني لأكثر من أربعة عقود. توفي فاجبايي في السادس عشر من أغسطس سنة 2018 بسبب الأمراض المصاحبة للشيخوخة.
أصيب رئيس الوزراء السابق بجلطة دماغية في عام 2009 أثرت بشدة على قدرته على الكلام. 

## مسيرته
ولد فاجبايي في ولاية جواليور، لأسرة متواضعة، وكان والده مدرسا. كان أول احتكاك له بالسياسة القومية أيام الجامعة، عندما انضم إلى حركة تحرير الهند عام 1942 التي عجلت بإنهاء الاستعمار البريطاني، وأثناء دراسته الجامعية في كلية الاقتصاد والعلوم السياسية والقانون برز توجهه واهتمامه بالشؤون الخارجية.
وعمل في مهنة الصحافة لفترة قصيرة، وغازل الشيوعية لفترة من الزمن قبل انضمامه إلى حزب بهاراتيا جانا سانغ سلف بهاراتيا جاناتا. ويعتبر أحد الوجوه المعتدلة في حزب جاناتا ويتعامل مع الجماعات الهندوسية المتطرفة بحذر.[بحاجة لمصدر]

### الوزارة والبرلمان
يمتد تاريخه السياسي إلى أربعة عقود. فقد انتخب عضوا في مجلس الشعب الهندي تسع مرات ومرتين في مجلس الولايات. وعندما كان وزيرا للخارجية ورئيسا للجان برلمانية دائمة وزعيما للمعارضة شارك بفعالية في صياغة السياسة الخارجية والمحلية للهند بعد الاستقلال.
منذ عام 1951 وحتى عام 1999 تقلد مناصب متعددة في الحياة السياسية العامة، عندما وصل إلى نهاية السلم بأن أصبح رئيس وزراء الهند ومسؤول الوزارات التي لا يشغلها وزير بعينه. ويعتبر فاجبايي مدافعا متحمسا عن حقوق المرأة والمساواة الاجتماعية.

## روابط خارجية
- أتال بيهاري فاجبايي على موقع IMDb (الإنجليزية)
- أتال بيهاري فاجبايي على موقع الموسوعة البريطانية (الإنجليزية)
- أتال بيهاري فاجبايي على موقع مونزينجر (الألمانية)
- أتال بيهاري فاجبايي على موقع ميوزك برينز (الإنجليزية)
- أتال بيهاري فاجبايي على موقع إن إن دي بي (الإنجليزية)